# (9322) Lindenau
(9322) Lindenau  es un asteroide perteneciente al cinturón de asteroides, descubierto el 10 de enero de 1989 por Freimut Börngen desde el Observatorio Karl Schwarzschild, en Alemania.

## Designación y nombre
Lindenau se designó inicialmente como 1989 AC7.
Más adelante fue nombrado en honor al abogado, político y astrónomo alemán Bernhard von Lindenau (1779-1854).

## Características orbitales
Lindenau orbita a una distancia media del Sol de 3,1641 ua, pudiendo acercarse hasta 2,6339 ua y alejarse hasta 3,6943 ua. Tiene una excentricidad de 0,1675 y una inclinación orbital de 1,9909° grados. Emplea en completar una órbita alrededor del Sol 2055 días.

## Características físicas
Su magnitud absoluta es 13,5.